# Un affare difficile
Un affare difficile è il secondo album in studio del gruppo raggae italiano Reggae National Tickets. Esce l'anno successivo a Squali, ed è la prima esperienza della band sotto una major, la BMG, grazie all'aiuto dei 99 posse.

## Tracce
| #  | Titolo                | Produttori | Collaboratori | Durata |
| -- | --------------------- | ---------- | ------------- | ------ |
| 1  | 56 Hope Road          |            |               | 1:22   |
| 2  | Cambia                |            |               | 3:56   |
| 3  | Anima Caribe 2        |            |               | 4:56   |
| 4  | Walkabout             |            |               | 4:14   |
| 5  | Dubbio                |            |               | 5:33   |
| 6  | Rude                  |            |               | 4:33   |
| 7  | Reggae Radio Station  |            |               | 5:17   |
| 8  | Libero                |            |               | 3:11   |
| 9  | Cambia O.H.           |            |               | 1:27   |
| 10 | Culture               |            | 'o Zulù       | 3:22   |
| 11 | In un soffio di forma |            |               | 3:41   |

## Formazione
- Stena (voce)
- Fabietto (chitarra)
- SanderNotz (basso)
- Ale (batteria)
- Arancio (tastiere)
- Ricky Murvin (tromba)
- Marco (sax)